# Seyhan Derin
Seyhan C. Derin (* 1. Juli 1969 in Çaycuma, Türkei) ist eine deutsch-türkische Filmemacherin.

## Leben
Derin wurde 1969 in der Türkei geboren, wuchs in Deutschland auf und lebt dort.

## Werk
Die Autorenfilmerin, die an der Hochschule für Fernsehen und Film München Regie studiert hat, drehte mehrere auch preisgekrönte Kurzfilme, Experimentalfilme und Spielfilme, die auf Filmfestivals gezeigt wurden. Ihr erster Langfilm Ben Annemin Kiziyim – Ich bin Tochter meiner Mutter (1996) wurde auf der Berlinale im Panorama gezeigt und wurde auf dem internationalen Dokumentarfilmfestival München mit dem Preis der Kulturstiftung der Stadtsparkasse München ausgezeichnet. Er gewann weitere Preise auf internationalen Filmfestivals und war Grundlage für viele internationale Doktor- und Magisterarbeiten.
Für den abendfüllenden Spielfilm Zwischen den Sternen (2002) mit Arzu Bazman und Fatih Alas hat sie auch das Drehbuch geschrieben. Dieser Film wurde für den Max-Ophüls-Preis nominiert und in verschiedenen öffentlichen Sendern ausgestrahlt.
Sie führte bei zahlreichen täglichen Serien wie Schmetterlinge im Bauch (2006), Gute Zeiten, schlechte Zeiten (2007), Verbotene Liebe und Wege zum Glück (2012) Regie. 2010 drehte sie die Folge Abgelenkt aus der KrimiserieSOKO Leipzig und 2014 eine Folge der Arztserie In aller Freundschaft. In den Jahren 2018/2019 war sie für sechs Episoden der Krankenhausserie Bettys Diagnose zuständig. Bei dem zweiten Film aus der ZDF-Reihe Herzkino.Märchen Schneeweißchen und Rosenrot, einem abendfüllenden Fernsehfilm, führte Seyhan 2018 Regie und 2019 bei dem dritten Film der Reihe Frau Holles Garten.
Ihr zweiter 2007–2009 gedrehter Dokumentarfilm Abschied vom Tod beschäftigt sich mit der Frage, wie wir heute mit dem Tod umgehen.
Vor ihren ersten beachteten Erfahrungen als Regisseurin war Derin bereits als Aufnahmeleiterin an einer relevanteren Produktion beteiligt (Au Pair, 1993). Darüber hinaus war sie lange Jahre Vorsitzende der seit 1989 stattfindenden Türkischen Filmtage München.
2011 hat sie als Autorin das Buch Die kleine Dolmetscherin veröffentlicht.

## Nominierungen (Auswahl)
- 2002: Max-Ophüls-Preis